# 新斯特拉謝齊

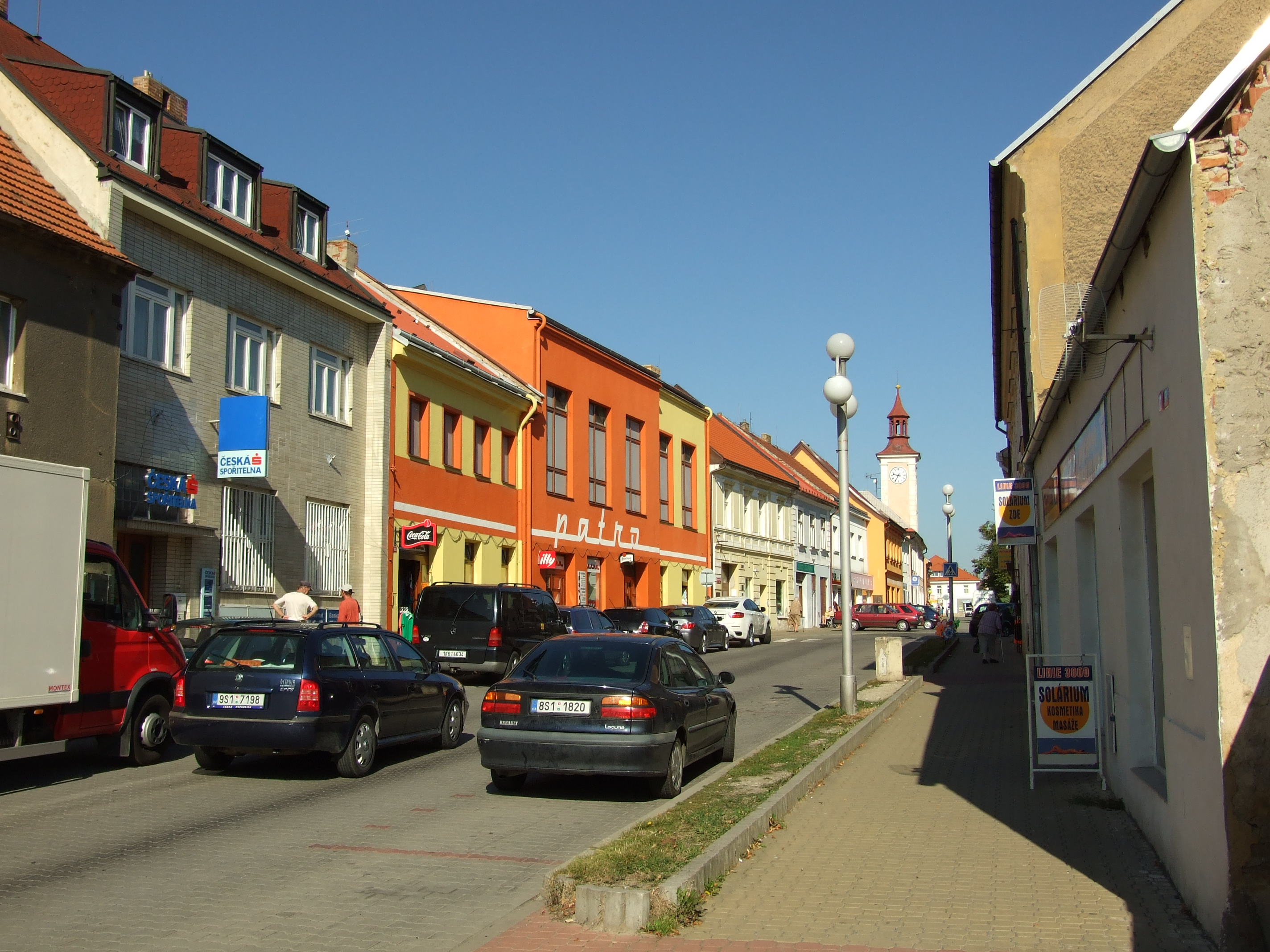

新斯特拉謝齊是捷克的城鎮，位於該國西北部，距離克拉德諾15公里，由中波希米亞州負責管轄，面積13.37平方公里，海拔高度470米，2006年人口5,203。

## 外部連結
- Municipal website （页面存档备份，存于）
- Patro